# 1997 AO1
1997 AO1 är en asteroid i huvudbältet som upptäcktes den 2 januari 1997 av den japanska astronomen Takao Kobayashi vid Ōizumi-observatoriet.
Asteroiden har en diameter på ungefär 33 kilometer och den tillhör asteroidgruppen Hilda.